# Юри Жиров
Юри Николаев Жиров е български режисьор и сценарист.

## Биография
Роден е в град София на 9 август 1944 г. Завършва през 1971 г. българска филология в Софийския държавен университет.
Известен е с филма си „Дишай“, превърнал се в манифест на Русенския комитет, учреден на 8 март 1988 г. в Дома на киното след премиерата на филма.
Умира на 17 август 2011 г.

## Филмография
Като режисьор
- Теодора - Изкушението да си жив (2009)
- Николай Майсторов – сподавен вик (2007)
- Стената (1992)
- Дишай (1988) – документален филм, който се превръща в своеобразен манифест на дисидентското движение срещу тоталитарния режим в България.[2]
- Всеки ден от живота (1986)
- Трудни деца (1982)
- Легенда за Левски (1980)

Като сценарист
- Теодора – Изкушението да си жив (2009)
- Николай Майсторов – сподавен вик (2007)
- Легенда за Левски (1980)